# Palmela
Palmela es una villa portuguesa perteneciente al Distrito de Setúbal, región de Lisboa y subregión de Península de Setúbal con cerca de 16 100 habitantes.
Es sede de un municipio con 461,82 km² de área y 68 856 habitantes (2021), subdividido en cuatro freguesias. El municipio está limitado al norte por los municipios de Benavente, al nordeste por la porción oriental de Montijo, al este por Vendas Novas, al sureste por Alcácer do Sal, al sur por Setúbal, al oeste por Barreiro y al noroeste por la Moita, por la porción occidental de Montijo y por Alcochete.

## Freguesias
Las freguesias de Palmela son las siguientes:
- Palmela
- Pinhal Novo
- Poceirão e Marateca
- Quinta do Anjo

## Demografía
| Gráfica de evolución demográfica de Palmela entre 1864 y 2021 |
|                                                               |
| Datos según el nomenclátor publicado por el INE portugués.    |

## Patrimonio
- Castelo de Palmela

## Títulos nobiliarios
- Conde de Palmela
- Marquês de Palmela
- Duque de Palmela

## Ciudades hermanadas
- Barcarrota, España.
- Jávea, España.